# Mohamed Aziz Derouaz
Mohamed Aziz Derouaz ou plus couramment Aziz Derouaz, né le 10 novembre 1950 à Alger (alors en Algérie française), est un entraîneur de handball et homme politique algérien. 
Derouaz est celui qui a révolutionné le handball algérien pour faire de l'équipe d'Algérie la meilleure équipe africaine dans les années 1980 avec notamment cinq victoires consécutives en Championnat d'Afrique des nations.
Il est nommé en 1997, ministre algérien de la Jeunesse et des Sports jusqu'à 1999, dans le gouvernement d’Ahmed Ouyahia. En octobre 2021, il est nommé commissaire des Jeux méditerranéens de 2022 organisés à Oran.

## Biographie

### Derouaz et le handball
Mohamed Aziz Derouaz, c'est une vie entière consacrée au handball. Il commence le handball à onze ans mais, à peine âgé d'une vingtaine d'années, il est contraint de mettre un terme à sa carrière de joueur à cause d'une rupture de tendon au quadriceps. Il devient ainsi l'entraineur et le dirigeant du CJS Alger (Centrale Jeunesse Sports), le club du ministère de la Jeunesse et des sports en 1971, club qui a remporté la Coupe d'Algérie en 1969 et 1970. Il entraîne ensuite le Nadit Alger, avant de prendre, en 1979, la direction du club voisin, le Mouloudia d'Alger. Il se forge alors un palmarès composé de six Championnats d'Algérie, trois Coupes d'Algérie, trois Coupes d'Afrique des vainqueurs de coupe et une victoire en Coupe des clubs champions en 1983.
En 1980, il est également nommé à la tête de l'équipe d'Algérie qu'il amène au sommet de son art. En effet, il remporte cinq victoires consécutives en Championnat d'Afrique des nations (Tunisie 1981, Égypte 1983, Tunisie 1985, Maroc 1987 et Algérie 1989) et une victoire aux Jeux méditerranéens de Lattaquié 1987. De plus, il est à la tête de l'équipe algérienne lors de trois éditions des Jeux olympiques (Moscou 1980, Los Angeles 1984 et Séoul 1988) et deux Championnats du monde (Allemagne 1982 et Suisse 1986). Il y met notamment en place un système défensif spécifique qui est une défense « 3-3 » (3 joueurs alignés autour de la zone et 3 autres avancés), différente de celle pratiquée en Europe. 
Après avoir quitté l'équipe d'Algérie en 1989, il rejoint en 1993, Al Khaleej Saihat, champion d'Arabie Saoudite.

### Derouaz et la politique
En 1991, il est candidat aux élections législatives pour le Front des forces socialistes (FFS) à Alger Centre.
En septembre 1995, il occupe le poste de président du Conseil supérieur de la jeunesse (CSJ), une institution consultative placée auprès de la Présidence de la République,.
Entre le 24 juin 1997 et le 23 décembre 1999, il est nommé ministre de la Jeunesse et des Sports dans le gouvernement d'Ahmed Ouyahia. Pendant cette période, il préside alors le Conseil supérieur du sport en Afrique (CSSA) de 1997 à fin 1998.
En 2004 et en 2014, il prend part aux campagnes électorales d'Ali Benflis, candidat aux élections présidentielles.

### Fédération algérienne de handball
En 2013, il est élu président de la Fédération algérienne de handball. Néanmoins, l'élection est invalidée par la Fédération internationale de handball (IHF) avec la complicité du ministre de la jeunesse et des sports de l'époque Mohamed Tahmi et l'ancien président du comité olympique algérien Mustapha Berraf. Derouaz est contraint de laisser son poste
.

## Distinctions
- Ordre du mérite olympique du Comité olympique algérien en 1998[10]
- Ordre du mérite de la Fédération internationale de handball (IHF)[réf. nécessaire]
- Ordre du mérite sportif de la République de Cote d'Ivoire[réf. nécessaire]